# Крикбом, Матьё
Матьё Крикбом (фр. Mathieu Crickboom; 2 марта 1871, Вервье — 30 октября 1947, Брюссель) — бельгийский скрипач и музыкальный педагог.

## Биография
Учился в консерватории Вервье у Луи Кефера, затем стал главным и любимым учеником Эжена Изаи, посвятившего ему Пятую сонату для скрипки соло. На рубеже 1880—90-х годов играл вторую скрипку в созданном Изаи квартете, в составе квартета исполнил ряд важных премьер, в том числе Концерт для фортепиано, скрипки и струнного квартета Эрнеста Шоссона (1892) и квартет соль минор Клода Дебюсси (1893); с Шоссоном у Крикбома завязалась дружба, и композитор посвятил ему свой струнный квартет. В середине 1890-х гг. короткое время был концертмейстером в оркестре Эжена д’Аркура.
На протяжении многих лет жил и работал в Барселоне. В 1897 году сформировал здесь собственный струнный квартет, в котором на виолончели играл Пабло Казальс (вторая скрипка Хосеп Рокабруна, альт Рафаэль Гальвес).
По возвращении в Бельгию Крикбоом преподавал в Льежской (1910—1919) и Брюссельской (1919—1944) консерваториях, оставил до сих пор не утративший значения учебник «Теория и практика скрипки» (фр. Le Violon théorique et pratique). Среди его учеников, в частности, Антонио Броса и Жорж Октор.